# 加里·苏特
加里·苏特（英語：Gary Suter，1964年6月24日—），美国男子冰球运动员。他曾代表美国国家队参加1998年和2002年冬季奥林匹克运动会冰球比赛，其中2002年冬季奥运会获得一枚银牌。

## 家庭
哥哥鲍勃·苏特，侄子瑞安·苏特。